# 趙士吉
趙士吉（？—？），字修之，號慶門，山西太原府樂平縣軍籍，明朝政治人物。

## 生平
十二月十三日生，治書经。萬曆十九年（1591年）辛卯科山西鄉試第五名舉人，二十三年（1595年）乙未科會試第二百三十二名，廷試三甲第二百七名进士，兵部觀政，二十四年八月授河南陽武縣知县，二十七年四月调繁滑县，丁外艰去职。曾贬官都察院经历，三十七年奏詹沂擅自离职。歴官至工部都水司郎中，因魏忠贤擅权而告归，隐居县城东门巷门楼上，着红衣而不出。

## 家族
曾祖趙瓚，巡检。祖趙文渊，以子趙思誠贈兵科給事中。父趙思忠，贈文林郎。母李氏，封孺人。具庆下。弟士濂、士进。娶张氏，封孺人。子曰炡、曰焜。侄趙曰爌，崇禎十六年进士。